# Bouquet d'automne
Bouquet d'automne est un tableau peint par Ilia Répine en 1892. Il est conservé à la galerie Tretiakov à Moscou.

## Description
Ce tableau représente la fille aînée de l'artiste, Véra, dans leur propriété familiale de Zdravnievo près de Vitebsk au tout début de la saison d'automne.

## Histoire
Ce tableau a été présenté à l'exposition Répine du Petit Palais à Paris du 5 octobre 2021 au 23 janvier 2022.